# Зеленушка стальная
Зеленушка стальная (лат. Callophris chalybeitincta ) — вид дневных бабочек из семейства голубянок.

## Этимология
Chalybeitincta (с латинского) — стальная, «со стальным блеском».

## Замечания по систематике
Проведенное исследование митохондриальной ДНК показали, что различия между Callophrys rubi и Callophris chalybeitincta незначительны и не превышают уровня подвидов. По мнению исследователей таксон chalybeitincta Sovinsky, 1905 должен рассматривать в ранге подвида Callophrys rubi (Linnaeus, 1758). Попытка разобраться со статусом таксонов предпринята и Б. В. Страдомским, по данным которого C. rubi и C. chalybeitincta действительно имеют одинаковую последовательность нуклеотидов в митохондриальной ДНК, но их ядерная ДНК (ITS2 ген) различается на 3 %, что свидетельствует о их видовой самостоятельности.
Бабочки, обитающие на Западном Кавказе отличаются более крупными размерами и более развитым серебристо-серым напылением на крыльях. Для этой местности описан подвид C. chalybeitincta schamyl Sheldon, 1914. C территории нижнего Дона был описан подвид nigra Stradomsky, 2005, отличающийся тёмным фоном верхней стороны крыльев и платиновым оттенком у их основании.

## Ареал
Нижнее Поволжье, Большой Кавказ, Закавказье, Северо-восточная Турция.
Бабочки населяют луга с кустарниками и редколесья на высотах от 1500 до 2500 м над ур. м. На черноморском побережье Кавказа обитают в дубовых и буковых лесах, аридных редколесьях, пойменных лесах с зарослями кустарников. На Кавказе населяет разреженные кустарниковые заросли и опушки лесов. В восточной части кавказского ареала чаще вид характерен для аридных редколесий и кустарниковых сообществ в поймах рек.

## Биология
Развивается в одном поколении за год. Время лёта бабочек на побережье Чёрного моря происходит с середины марта по май, в горах — в июне.
Бабочки питаются нектаром травянистых и кустарниковых растений. Чаще держатся у кустарниковых зарослей, где садятся на листьях травянистых растений и ветки кустарников. Самцы проявляют территориальное поведение, охраняя отдельные кусты и отгоняя самцов-конкурентов. Самки откладывают яйца по одному в основании почки, бутона или в чашечку цветка кормовых растений: Vicia ssp. и других бобовых. Среди кормовых растений также малина, держи-дерево (Paliurus spina-christi), лох узколистный (Elaeagnus angustifilia), пузырник восточный (Colutea orientalis).
Яйцо светло-зеленого цвета, по мере созревания темнеет. Гусеница выходит из яйца с 3-го дня после его откладывания. Гусеницы первого возраста имеет зеленовато-желтый цвет, вдоль её спины и боков имеются очень длинные белые щетинки. Голова буровато-черного цвета. Спустя два дня её цвет становится красновато-кирпичным, вдоль спины появляется тонкая белая срединная полоска на темном фоне, ограниченном крупными белыми пятнами, между этими пятнами и белой боковой линией расположена тонкая светлая полоса. Гусеницы объедают листовые пластинки с края. По мере взросления гусеница приобретает зеленый цвет, а крупные пятна на спине становятся желтоватыми, V-образными, направленными острым углом к голове. Гусеницы старшего возраста обычно питаются цветками кормового растения. При достижении длины 18 мм гусеницы старшего возраста прекращают питаться и изменяют окраску на красно-малиновую или красно-кирпичную. Гусеницы зарываются в почву, где через три дня окукливаются. Куколка длиной 10 мм, покрыта короткими волосками. Сперва её цвет розовый на верху и изумрудно-зеленый на низу. Через сутки куколка буреет, становясь темно-коричневой с черными пятнами. Куколка зимует.